# Corycium
Corycium é um género botânico pertencente à família das orquídeas, ou Orchidaceae. Foi proposto em 1800 por Olof Peter Swartz que escolheu este nome do grego, korys, elmo, em referência ao formato apresentado pelas flores da maioria de suas espécies. Trata-se de um dos dos cinco gêneros pertencentes à subtribo Coryciinae, da qual é o gênero tipo. É composto por quinze espécies terrestres, algumas  endêmicas, que conforme a espécie habitam em ambientes diversos, em áreas do sul e centro-leste da África do Sul, uma espécie em Malawi e no sul da Tanzânia, normalmente aparecendo em colônias de vinte a trinta indivíduos. A floração de algumas espécies é estimulada por incêndios ocasionais.
São plantas de raízes com pequenos tubérculos ovoides, das quais nascem caules delicados ou robustos que medem até pouco mais de meio metro de altura, com folhas agrupadas em seu segmento inferior. A inflorescência é terminal com pequenas flores carnosas densamente agrupadas, de cores diversas. A sépala dorsal fica disposta junto às pétalas formando um conjunto. A coluna é formada por complicada estrutura torcida e contém duas polínias. As flores secretam óleo, recolhido por abelhas rediviva, da família Melittidae, que nesta atividade polinizam as flores ao levarem as polínias em sua pernas.
É um gênero proximamente relacionado a Pterygodium, sendo que análises moleculares recentes parecem indicar que o último possivelmente está inserido em Corycium.